# ORB Fernsehen
«РББ Бранденбург» («RBB Brandenburg») — бранденбургская 3-я телепрограмма. Вещание по которой велось с 1 января 1992 по 30 апреля 2003 года «Восточно-Германским радио Бранденбурга» под названием «ОРБ Фернзеен», с 1 мая 2003 до 29 февраля 2004 года Радио Берлина и Бранденбурга.

## Передачи
Включала в себя общий с 1-й телепрограммой вечерний выпуск общегосударственных новостей «Тагесшау», выпуски региональных новостей, региональные тележурналы, художественно-публицистические передачи и повторы передач и фильмов 1-й программы.

## Хронология названий канала
| Дата                           | Название        |
| ------------------------------ | --------------- |
| 1 января 1992 ― 30 апреля 2003 | ORB Fernsehen   |
| 1 мая 2003 ― 29 февраля 2004   | RBB Brandenburg |